# Temporada da NBA de 1984–85
A Temporada da NBA de 1984–85 foi a 39.º temporada da National Basketball Association. O campeão foi o Los Angeles Lakers.